# 耶魯-新加坡國大學院
耶魯-新加坡國立大學學院（Yale-NUS College）是一所位於新加坡的一所文理學院。该学府将于2025年6月30日最后一届学生毕业后关闭。至运营结束时，学院已培养约1500名毕业生，并拥有90名教职员工。

## 历史
2011年由耶魯大學和新加坡國立大學聯合成立，校址在新加坡國立大學的大學城中。它是新加坡第一所文理學院，也是美国耶鲁大学建校300余年来首个在海外发展开设的学校，便之成为亚洲首个享有常春藤盟校命名的学校。2013年首屆學生共157人入學。
學校將頒發耶魯-新加坡國立大學學院的文學士及理學士學位，若學生參與新加坡國立大學或耶魯大學的雙學位課程，將會依課程規定獲頒學位。
耶魯-新加坡國立大學學院將由耶魯大學和新加坡國立大學的教授教師進行管理、授課。其住宿模式和耶魯大學相仿，都是分學院各自獨立。學校圖書資源方面，學生將會獲發新加坡國立大學及耶魯-新加坡國立大學學院的學生證，憑學生證即可使用新加坡國立大學所有資源。
該學院畢業生將可以國際隸屬會員的身份參加耶魯大學校友會。

### 关闭
耶鲁-新加坡国立大学学院的关闭是由新加坡国立大学校长陈永财教授发起的。他在2021年7月向耶鲁大学校长彼得·沙洛維提出这一决定，令耶鲁方面感到意外，他们“原本确信耶鲁-新大正在实现其目标”。尽管此前曾承诺耶鲁-新大不会受到新国大人文与理学院成立的影响，新国大仍在2021年8月27日宣布，该学院将关闭，并与國大博學計劃合并成為一所新的學科院系，成立一个暂时被称为“新学院”的跨学科学院。鉴于两校之间的敏感性，此次关闭决定是在未与教职员工、大多数高级管理人员及学生进行任何协商的情况下作出的。
根据《耶魯日報》的报道，“新加坡国立大学单方面决定将耶鲁排除在双方合办的学院之外，这一决定令耶鲁方面大为意外，他们随后被迫接受了这一变动”。耶鲁大学也声明，双方可在2025年起选择退出该学院的合作。此项决策是在未征询耶鲁大学、新加坡国立大学以及耶鲁-新大多位高级人员意见的情况下作出的。耶鲁-新大校长陈大荣将关闭该学院的决定称为“既成事实”（Fait Accompli）。
一份名为“#NoMoreTopDown”（#拒绝自上而下）的请愿书被发起，呼吁撤销该决定，该请愿书最终获得超过13,000个签名支持。
2021年录取的2025届学生将成为最后一届获得耶鲁-新大学位的学生。彼得·沙洛維在关于关闭学院的声明中表达了希望耶鲁-新大能够继续存在的愿望，并称耶鲁-新大是“在新加坡一个独特而非凡的生活与学习体验”。
2025年5月20日，新加坡国立大学丢弃了前耶鲁—新大图书馆的60到70袋图书，此举引发了耶鲁—新大校友群体的广泛谴责，批评声主要集中在对知识被销毁的担忧上。

## 招生

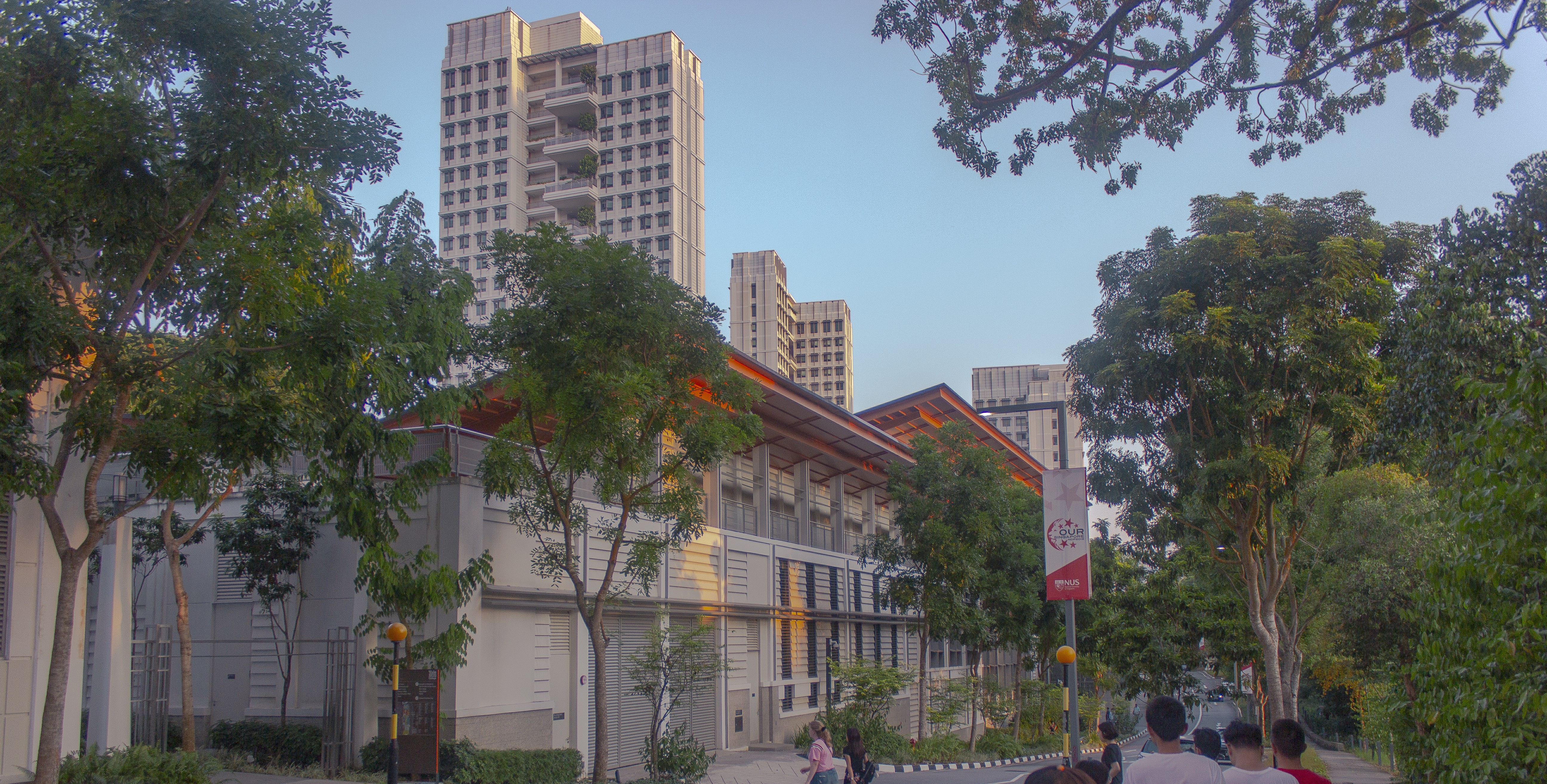
耶鲁-新大西侧外观

耶鲁-新加坡国立大学学院的招生依据学生以往的学术成就及其在学院成功发展的潜力。学院为本地学生提供“需求无关”的经济援助政策，并在2020年前也适用于国际学生，为来自多样背景的学生提供了可观支持。学费按入学年制定，经济援助申请过程中也会考量个人情况。
其招生时间表与美国高校大致相似。学院的目标是每届招收约250名学生；这一规模在2022届学生中得以实现。申请截止日期一般在每年的1月和3月。学院在满额时预计总学生人数为1000人。
学院采用“全面评估”的方式来审查申请人：虽然考试成绩等学术表现是主要考量因素，但面试、推荐信、个人陈述以及课外成就也被视为重要依据。
耶鲁学院院长兼耶鲁-新大首任校长佩里克莱斯·鲁维思教授（Pericles Lewis）表示，该学院在吸引优秀学生与教师方面“超出了预期”。
2025届学生是该学院最后一届招生。

## 吉祥物
耶鲁-新加坡国立大学学院于2017年推出了学院吉祥物。耶鲁-新大的吉祥物——“Halcyon”（翡翠翠鸟）——象征着在新加坡极为罕见的蓝耳翠鸟这一物种。这一橙蓝配色的吉祥物采用了耶鲁-新大的代表色，迅速获得广泛认可，因为它也体现了一所年轻学术机构快速、自信崛起、勇于迎接世界挑战的核心精神。
该吉祥物于2016年4月7日经学生投票通过，在三轮投票后最终定案。自通过以来，耶鲁-新大学生会组织了焦点小组讨论，以收集对吉祥物设计与命名的反馈。“Halcyon”这一名称正是源自其中一次学生焦点讨论会。

## 外部連結
- Yale-NUS College （页面存档备份，存于）
- Yale-NUS Blog Archive.today的存檔，存档日期2013-02-10